# Konsolidacja serwerów
Konsolidacja serwerów – proces związany z optymalizacją stopnia zużycia posiadanego sprzętu komputerowego w celu redukcji kosztów ponoszonych przez przedsiębiorstwo na zapewnienie wysokiej dostępności przy równoczesnym zwiększeniu utylizacji posiadanego sprzętu (możliwa jest także jego częściowa redukcja).
Głównym narzędziem służącym do konsolidacji serwerów jest wirtualizacja. Pozwala ona na przeniesienie systemów operacyjnych z maszyn fizycznych do środowisk maszyn wirtualnych, co jest działaniem niewidocznym (przezroczystym) dla użytkowników, a pozwala na zmniejszenie ilości działającego sprzętu, co przekłada się na wymierne korzyści.
Konsolidacja serwerów pozwala także na szybsze przywracanie kopii zapasowych systemów operacyjnych przy ewentualnych uszkodzeniach sprzętowych - zwirtualizowane systemy i oprogramowanie są niezależne od sprzętu, przez co ich przywrócenie może się odbyć na dowolny sprawny serwer. Pozwala to na skrócenie czasu przestoju spowodowanego brakiem dostępności danego serwera.